# Frauenwahlrecht in Westeuropa

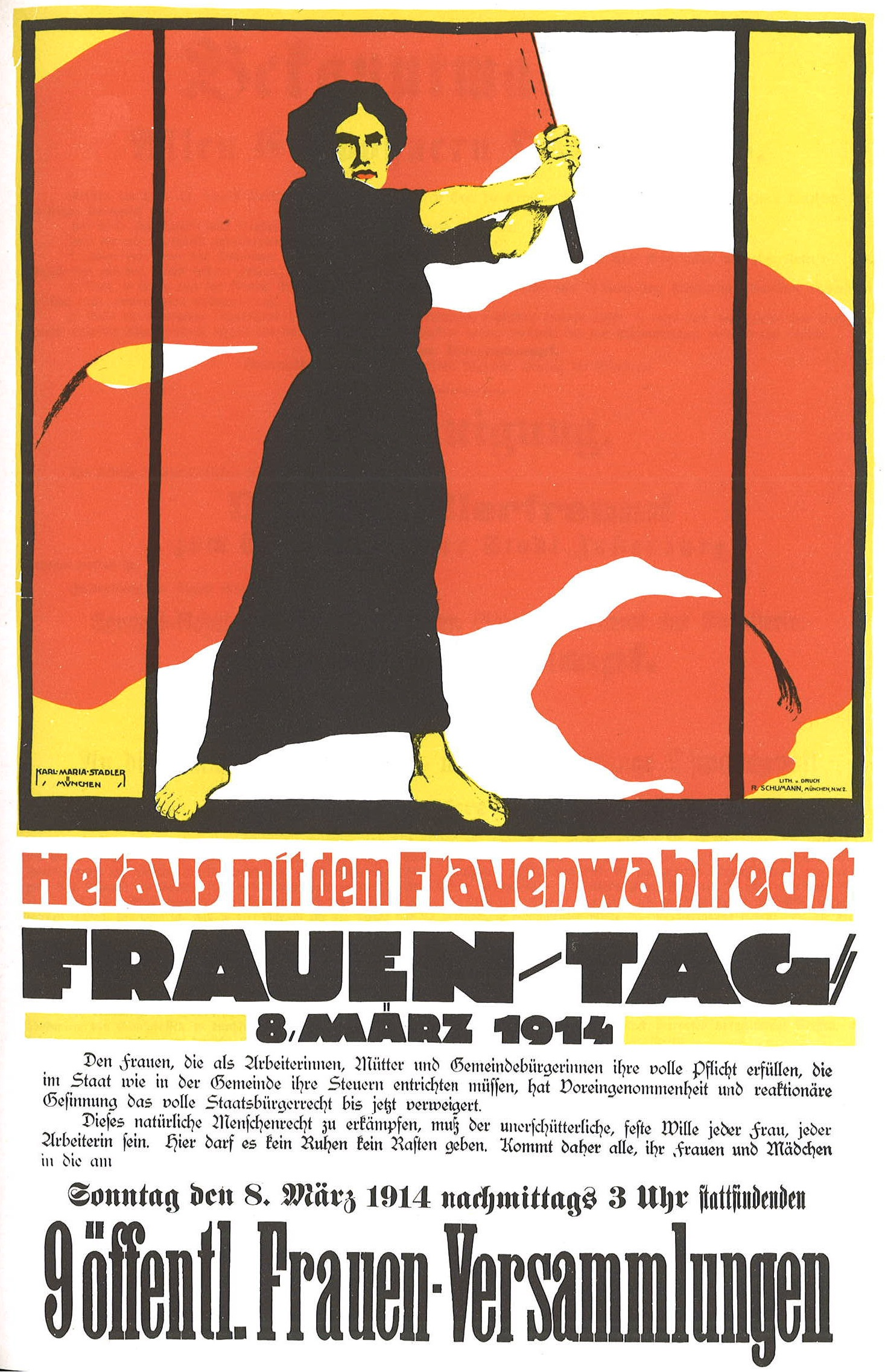
Plakat für den Internationalen Frauentag 1914 mit der Forderung nach dem Frauenwahlrecht

Das Frauenwahlrecht in Westeuropa wurde in den verschiedenen Staaten zu unterschiedlichen Zeiten eingeführt: Eine erste Welle (Deutschland, Luxemburg, Niederlande, Österreich) gab es im bzw. nach dem Ersten Weltkrieg. Frankreich folgte im Zweiten Weltkrieg, am 21. April 1944. In Belgien erfolgte die Einführung des allgemeinen aktiven und passiven Frauenwahlrechts auf nationaler Ebene nach dem Zweiten Weltkrieg, am 27. März 1948.
In der Schweiz wurde das Frauenstimmrecht auf nationaler Ebene am 16. März 1971 wirksam. Die Schweiz war somit eines der letzten europäischen Länder, welche ihrer weiblichen Bevölkerung die vollen Bürgerrechte zugestanden, doch sie war das erste Land, in dem dies durch eine Volksabstimmung (des männlichen Teils der Bevölkerung) geschah. Bis zur Einführung des Frauenstimmrechts in allen Kantonen vergingen allerdings noch weitere 20 Jahre. Dieses Beispiel zeigt, dass das Frauenwahlrecht auf kommunaler Ebene später eingeführt wurde als auf nationaler. In vielen anderen Ländern wurde dagegen das kommunale Wahlrecht Frauen vor dem nationalen Wahlrecht gewährt und war daher ein Wegbereiter.
Liechtenstein war das letzte Land Europas, in dem Frauen das aktive und passive Wahlrecht auf nationaler Ebene erhielten, am 1. Juli 1984.
Während in vielen Staaten die Einführung durch eine Abstimmung des Parlaments erreicht wurde, erfolgte in Frankreich die Einführung während des Zweiten Weltkrieges per Verordnung.

## Untersuchung möglicher Einflussfaktoren auf die politische Repräsentation von Frauen

### Klasse versus Geschlecht: Verhältnisse im Reich der Habsburger
Nach den Revolutionen von 1848 waren begüterte Frauen, Steuerzahlerinnen und Frauen in gehobenen Berufen im Reich der Habsburger wahlberechtigt. Das mangelnde Interesse der Frauen am Wahlrecht vor dem 20. Jahrhundert lässt sich also zum Teil daraus erklären, dass ein Teil der Frauen bereits stimmberechtigt war.
Die Sozialdemokraten in der Habsburgermonarchie richteten ihre Energie auf die Abschaffung der Wahlprivilegien für bestimmte soziale Gruppen von Männern und die Einführung eines allgemeinen Wahlrechts für Männer als auf die Gleichstellung der Geschlechter. Wie in anderen Ländern, so brachte auch hier die Ausweitung des Wahlrechts für Männer 1907 zwar eine Einebnung der Klassenunterschiede beim Wahlrecht für Männer, aber Nachteile für die Frauen: Während vorher die soziale Klasse, nicht das Geschlecht über das Wahlrecht entschieden hatte, hatte die Demokratie nun das Patriarchat mit mehr Macht versehen.

### Frauenwahlrecht als Bollwerk gegen Revolutionen
In Österreich und anderen Ländern wurde das Frauenwahlrecht nach einer Periode der nationalen Krise gewährt. Es war als Bollwerk der jungen Demokratie gegen Revolutionen gedacht, wie es sie etwa in Russland und Deutschland gegeben hatte.

### Nationale Krisen
Nationale Krisen und Revolutionen stachelten in Frankreich den Einsatz für das Frauenwahlrecht an. Dies war sowohl in der Französischen Revolution nach 1789 als auch in der Revolution von 1848 der Fall gewesen, und es wiederholte sich 1870 nach der Niederlage Frankreichs gegen Preußen, die Pariser Commune.

### Position der katholischen Kirche
Papst Pius X. verkündete, dass Frauen einen Irrtum begingen, wenn sie dieselben politischen Rechte anstrebten wie Männer. Diese Äußerung spiegelte die konservative Position innerhalb der katholischen Kirchen wider: Die Familie sei das Zentrum des Lebens einer Frau und jegliche politische Aktivität würde sie von ihrem Dienst an Ehemann und Kindern entfernen. Doch immerhin kennzeichnete der Papst diese Äußerung als persönliche Meinung, die für die Gläubigen nicht die Bindungswirkung einer Lehrmeinung habe.
Doch die Meinung des Papstes blieb nicht ohne Widerspruch. So riefen die Feministinnen Mary Kendall und Gabrielle Jeffrey zu einem Katholikentreffen am 25. Mai 1911 im Rathaus von Kensington auf. Sie gründeten die erste katholische Organisation weltweit, die sich die Einführung des Frauenwahlrechts zum Ziel gesetzt hatte, die Catholic Women's Suffrage Society. Im Banner führte die Gesellschaft Johanna von Orleans. Die Frauen schrieben an den Erzbischof von Westminster, der keine klare Position zum Frauenwahlrecht beziehen wollte, und sie nahmen am 17. Juni 1911 an der Krönungsprozession teil. Zwar definierte die Gesellschaft sich als gewaltlos, aber sie schickte Mitglieder als Beobachterinnen zu Prozessen gegen Suffragetten.
Als Vorteile des Frauenwahlrechts wurden von katholischer Seite mehrere Argumente genannt, die jedoch die Kirche nicht überzeugten: Eine Bereicherung der Blickwinkel derer, die über die Gesetze zu sozialen Themen sowie zu Ehe und Familie abstimmten; eine Erhöhung der Standards für sexuelle Enthaltsamkeit; besserer Schutz für Minderjährige; größere Aufmerksamkeit für die Themen Gesundheit sowie emotionales und geistige Bedürfnisse des Kindes.
Eine Veränderung wurde erst möglich, als Benedikt XV. 1919 Papst wurde. Annie Christitch, ein Mitglied der Catholic Women's Suffrage Society, erhielt eine Audienz bei ihm. Vor dem Hintergrund der Veränderungen nach dem Ende des Ersten Weltkriegs, die in einer Reihe europäischer Staaten zur Erlangung des Frauenwahlrechts geführt hatten, musste der Heilige Stuhl seine Position an den Wandel anpassen: Der Papst sprach sich für das Frauenwahlrecht aus. Parallel dazu betonte er allerdings, dass die Familie weiterhin das natürliche Zentrum der Frau sei.
Nun konnten sich die katholischen Gegner des Frauenwahlrechts nicht mehr auf die Position der kirchlichen Obrigkeit berufen. In Frankreich sprachen sich daraufhin die Abgeordneten der Nationalversammlung am 20. Mai 1919 mit 329 zu 95 Stimmen für das Frauenwahlrecht aus, 104 Parlamentarier enthielten sich der Stimme. Dieses Gesetz fand dann aber im Senat keine Mehrheit.
Als die Kirche den Widerstand gegen die Beteiligung von Frauen am politischen Leben aufgab, schadete dies in Frankreich paradoxerweise dem Frauenwahlrecht: Die Politiker aus dem Lager der Radikalen fürchteten einen steigenden Einfluss der Kirche durch die Einführung des Frauenwahlrechts. Durch die von Georges Bidault gegründete progressive katholische Partei, das Mouvement républicain populaire, wurde der katholische Flügel deutlich liberaler. Somit konnten Frauen eine katholische Partei wählen, ohne die konservativen Kräfte zu stärken. Zwar hatten die militanten Pariser Feministinnen die Bewegung ins Leben gerufen und die geistigen Grundlagen geschaffen, aber erst der katholischen Frauenwahlrechtsbewegung gelang es, die Provinzen zu erobern.

## Einzelne Staaten

### Deutschland

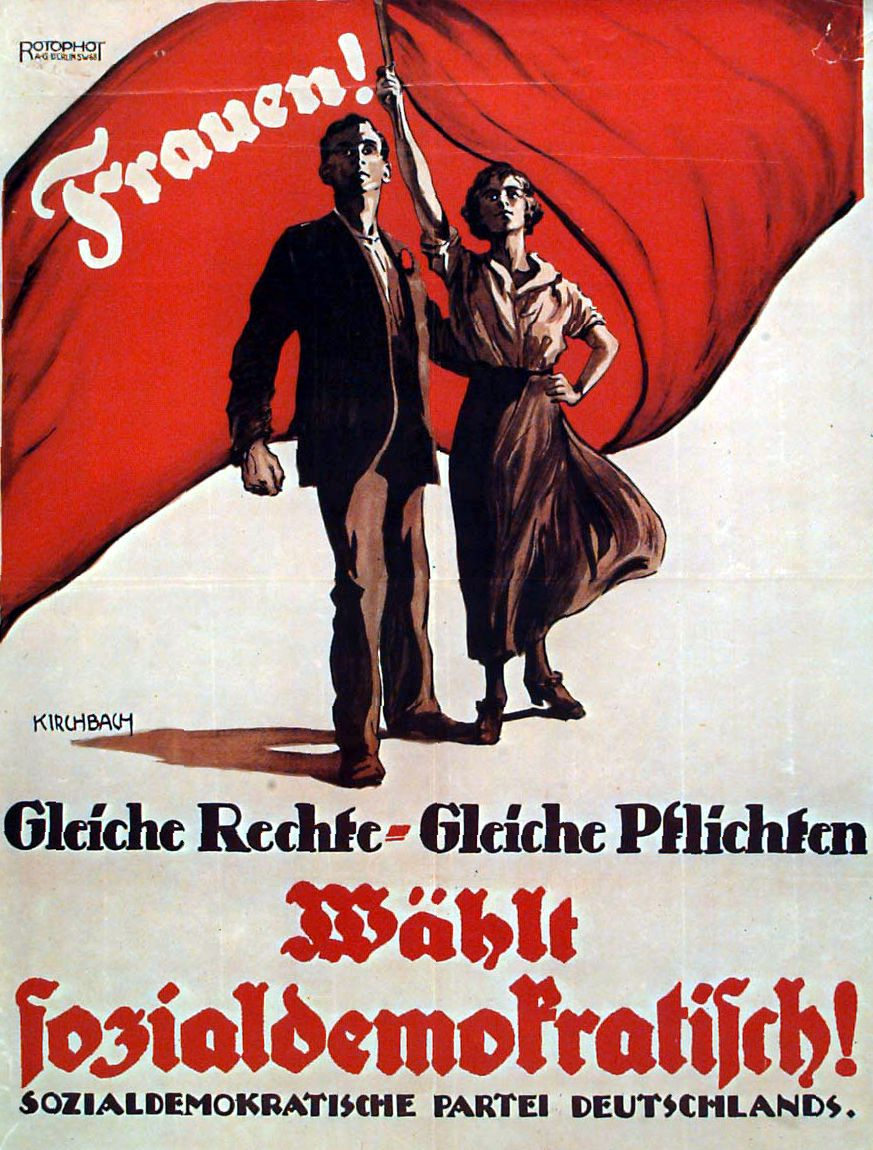
Wahlaufruf der SPD 1919

Das reichsweite aktive und passive Frauenwahlrecht wurde mit einer Verordnung des Rats der Volksbeauftragten für die Wahl der Mitglieder zur verfassunggebenden deutschen Nationalversammlung am 19. Januar 1919 eingeführt. Von den 300 Kandidatinnen wurden 37 gewählt.

### Österreich
In der Habsburgermonarchie konnten männliche Adelige für ihre weiblichen Familienmitglieder wählen. Nach den Revolutionen von 1848 waren begüterte Frauen, Steuerzahlerinnen und Frauen in gehobenen Berufen selbst wahlberechtigt. Das mangelnde Interesse der Frauen am Wahlrecht vor dem 20. Jahrhundert lässt sich also zum Teil daraus erklären, dass ein Teil der Frauen bereits stimmberechtigt war. Feminismus beschränkte sich im späten 19. Jahrhundert auf das Recht von Frauen in Bereichen wie etwa dem Postwesen arbeiten zu dürfen und auf den Bereich Erziehung, wo aber lediglich eine gute Vorbereitung von Mädchen für die spätere Mutterschaft gefordert wurde.
Mit der Industrialisierung von Wien und dem Erstarken des Liberalismus fanden demokratische Ideen Verbreitung und wurden von der erstarkenden Arbeiterbewegung unterstützt. Die Stimmen nach der Einführung des allgemeinen Wahlrechts für Männer wurden lauter, und vor dem Hintergrund der Russischen Revolution von 1905 führte die Regierung dieses auch ein. Der sozialdemokratische Führer Victor Adler hatte sich zwar auch für das Frauenwahlrecht ausgesprochen, aber keine konkreten Schritte unternommen, um es auf den Weg zu bringen. Die Sozialdemokraten hatten ihren weiblichen Parteimitgliedern verboten, ihre Forderungen nach dem Frauenwahlrecht laut werden zu lassen, bevor das allgemeine Wahlrecht für Männer erreicht war; dieses erschien ihnen ein realistisches Ziel, und so ließ die Partei die Idee des Frauenwahlrechts fallen. Die weiblichen Mitglieder der Liberalen waren davon aber nicht betroffen und gründeten 1905 das Frauenstimmrechtskomitee innerhalb des Bundes Österreichischer Frauenvereine. Damals durften Frauen nicht an politischen Veranstaltungen teilnehmen und auch keine politischen Organisationen gründen, wohl aber politische Komitees, sodass die neue Vereinigung legal war. Zu den Gründerinnen gehörte auch Gisela Urban, von der unter anderem das Buch Tagebuch einer Hausfrau stammt.
1907 erhielten Männer über 24 das Wahlrecht, doch die neue Verfassung entzog Frauen, die bisher hatten wählen dürfen, ihre Rechte. Wie in anderen Ländern, so brachte auch hier die Ausweitung des Wahlrechts für Männer Nachteile für die Frauen. Während vorher die soziale Klasse, nicht das Geschlecht über das Wahlrecht entschieden hatte, hatte die Demokratie nun das Patriarchat mit mehr Macht versehen. Ein Rückgriff auf die Menschenrechte für beide Geschlechter, die den Ursprung der Demokratie gebildet hatten, war nötig.
Wie in Deutschland, so stand auch hier nun das Recht, politische Organisationen gründen zu dürfen, lange im Zentrum der Auseinandersetzungen. Die Women's Suffrage Committee setzte ihre Arbeit fort und sammelte Unterschriften für eine Petition, die eine Aufhebung des entsprechenden Gesetzes forderte. Vom Unterhaus wurde der Vorschlag zwar angenommen, aber bevor das Oberhaus seine Entscheidung treffen konnte, wurde das Parlament aufgelöst. 1913 wurde ein neues Versammlungsgesetz verabschiedet, das die Beschränkungen für Frauen aufhob.
Nun wurden auf der Basis der katholischen, konservativen Grundhaltung Vorstöße zur Einführung des Frauenwahlrechts unternommen. Fähigkeiten von Frauen, die man bis dahin als familienbezogen eingestuft hatte, wurden nun als Vorzüge für die Arbeit in der Politik begriffen. Aber die Sozialdemokraten richteten ihre Energie immer noch stärker auf die Einebnung der Klassenunterschiede als auf die Gleichstellung der Geschlechter. Trotzdem setzte sich ihre Vorsitzende Gisela Urban für das Frauenwahlrecht ein und argumentierte, die Frauen wollten das Wahlrecht „eben weil wir weiblich und mütterlich sind.“ An dieser Argumentation ist zu erkennen, dass es im Kern nicht um die Gleichstellung der Frauen ging, sondern darum, die Unterschiede zwischen Frauen und Männern – etwa die Mütterlichkeit – für die Politik nutzbar zu machen. Als weitere Gründe wurden ins Feld geführt: Frauen würden die Schwachen schützen und sich gegen Krieg aussprechen, ihre Kinder bürgerliche Werte lehren und sie hätten Erfahrung darin, einem großen Haushalt vorzustehen.
Der Erste Weltkrieg brachte die Bemühungen der Frauenwahlrechtsbefürworter zum Stillstand. Als dann nach dem Ende der Monarchie 1918 die Sozialdemokraten in Führung kamen, wurde am 18. Dezember 1918 das aktive und passive Wahlrecht für Frauen über 20 in die neue Verfassung aufgenommen. Bis auf die Prostituierten, die das Wahlrecht erst 1923 (so Jad Adams) beziehungsweise 1920 (so Birgitta Bader-Zaar) erhielten, waren damit Frauen und Männer gleichgestellt.
Die Konservativen diskutierten nach der Einführung des Frauenwahlrechts darüber, ob man nicht für Frauen eine Wahlpflicht einführen solle. Sie befürchteten, dass konservative Frauen sich bei einem bloßen Wahlrecht stärker von den Urnen fernhalten würden als Sozialdemokratinnen, was zu einem Verlust an Sitzen führen könnte. Doch wie in anderen Ländern so war auch hier die Auswirkung der Wahlstimmen von Frauen auf die politische Landschaft gering: Frauen neigten dazu, konservative Kandidaten zu wählen. Regionale Ausnahmen gab es zum Beispiel in Wien, wo Frauen sich für die Sozialdemokraten aussprachen.
Bei der ersten Wahl von Frauen ins nationale Parlament wurden am 2. Februar 1919 acht Frauen (darunter Hildegard Burjan, Adelheid Popp) gewählt, Amtsantritt war am 14. März 1919.

### Schweiz
Das aktive und passive Frauenstimmrecht in der Schweiz (Stimm- und Wahlrecht) wurde auf nationaler Ebene durch eine eidgenössische Abstimmung am 7. Februar 1971 eingeführt. Formell wurde das Frauenstimmrecht am 16. März 1971 wirksam. Die Schweiz war somit eines der letzten europäischen Länder, welche ihrer weiblichen Bevölkerung die vollen Bürgerrechte zugestanden, doch sie war das erste Land, in dem dies durch eine Volksabstimmung (des männlichen Teils der Bevölkerung) geschah.

Ergebnisse der Volksabstimmung vom 7. Februar 1971 zur Einführung des Frauenstimmrechts. Mehrheitlich gegen die Einführung stimmten Kantone der deutschsprachigen Ost- und Innerschweiz: Appenzell Innerrhoden, Appenzell Ausserrhoden, Uri, St. Gallen, Thurgau, Glarus, Schwyz und Obwalden

Am 31. Oktober 1971 wurden erstmals Frauen ins nationale Parlament gewählt. Zehn Frauen erhielten ein Mandat im Nationalrat und wurden am 30. November 1971 in ihr Amt eingeführt; Lisa Girardin wurde am 31. Oktober 1971 in den Ständerat gewählt und am 30. November 1971 in ihr Amt eingeführt.
Bis zur Einführung des Frauenstimmrechts in allen Kantonen vergingen allerdings noch weitere 20 Jahre: Am 27. November 1990 gab das Bundesgericht einer Klage von Frauen aus dem Kanton Appenzell Innerrhoden Recht und bestätigte damit die Verfassungswidrigkeit der Innerrhoder Kantonsverfassung in diesem Punkt. So führte Appenzell Innerrhoden als letzter Kanton das Stimmrecht für Frauen auf kantonaler Ebene ein, entgegen einem Mehrheitsentscheid der Männer an der Landsgemeinde am 29. April 1990.
Der Hauptgrund für die vergleichsweise späte Umsetzung liegt im politischen System der Schweiz. Bei Vorlagen, welche die Verfassung betreffen, entscheidet allein das stimmberechtigte Volk zusammen mit den Kantonen. Um das Stimmrecht auf den verschiedenen Ebenen einführen zu können, bedurfte es jeweils der Mehrheit der stimmberechtigten Männer. Auf nationaler Ebene war zudem das Ständemehr nötig, also die Mehrheit der zustimmenden Kantone. Ein weiteres Hindernis lag in der Tatsache, dass in der Bundesverfassung von 1848 das Wahlrecht vielfach an den aktiven Wehrdienst gekoppelt war. In vielen Kantonen galt: wer Art. 18 BV „Jeder Schweizer ist wehrpflichtig“ nicht erfüllte, war vom Aktivbürgerrecht ausgeschlossen.

### Belgien

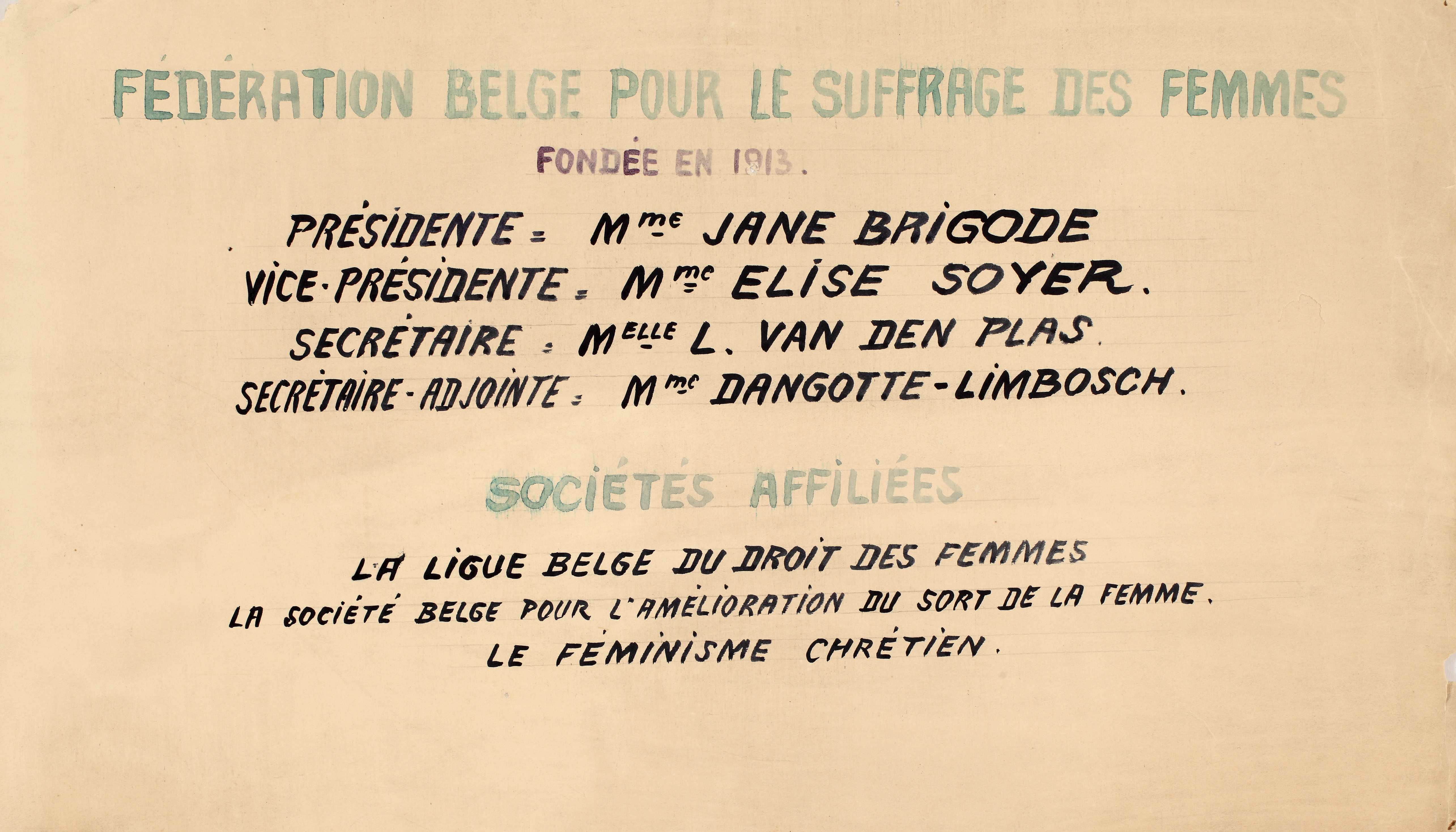
Liste der ersten Mitgliedsfrauen der 1913 gegründeten Fédération belge pour le Suffrage des Femmes

1920 erhielten Frauen ihr aktives kommunales Wahlrecht. Die Einführung des aktiven Frauenwahlrechts auf nationaler Ebene erfolgte am 27. März 1948. 1949 konnten zum ersten Mal alle erwachsenen Frauen an einer nationalen Wahl teilnehmen.
Das passive kommunale Wahlrecht erhielten im April 1920 alle Frauen über 21 mit Ausnahme von Prostituierten und Ehebrecherinnen. Diese Neuerung kann als Schritt in Richtung auf das Wahlrecht für alle Frauen gesehen werden oder aber auch als eine Maßnahme, die die Frauen für ihr reduziertes Wahlrecht auf nationaler Ebene teilweise entschädigen sollte. Verheiratete Frauen brauchten allerdings für eine Kandidatur die Zustimmung ihres Ehemannes. Somit erhielten in Belgien Frauen ein eingeschränktes passives Wahlrecht vor dem allgemeinen aktiven. Am 27. März 1948 wurde das allgemeine passive Frauenwahlrecht auf nationaler Ebene eingeführt.
Die erste Frau im nationalen Parlament, Lucie De Jardin, wurde am 26. Mai 1948 gewählt. Bereits am 27. Dezember 1921 war eine Frau ohne Wahl zur Parlamentarierin ernannt worden.

### Frankreich

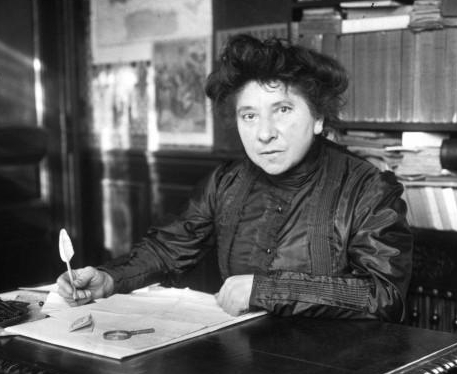
Die Frauenrechtlerin Hubertine Auclert; 1910

Der Code Napoleon von 1804 verschriftlichte das französische Gewohnheitsrecht und das römische Familienrecht. Er machte aus der Familie ein Abbild der Nation mit Napoleon an der Spitze: eine Art Diktatur mit dem Ehemann an der Spitze. Frauen verloren die Herrschaft über das Familienvermögen und die Kinder, und sie hatten unter strengen Ehe- und Scheidungsregeln zu leiden. Die Ehefrau stand unter der Vormundschaft ihres Mannes, war ihm zu Gehorsam verpflichtet und nicht befugt, ohne ihn Verträge abzuschließen oder auf andere Weise als Rechtssubjekt in Erscheinung zu treten. Die Wiederherstellung der Monarchie führte zu juristischen Maßnahmen, die den Wert der Familie betonten; so waren etwa frisch verheiratete Männer vom Militärdienst freigestellt.
Doch die Ideale der Revolution waren nicht vergessen und als die Monarchie 1848 zu Fall gebracht wurde, verkündete die vorübergehende Regierung am 5. März 1848 das allgemeine Wahlrecht ohne Eigentumsbeschränkungen. Diese Formulierung zielte allerdings nicht etwa darauf ab, Frauen einzuschließen. Allerdings begann eine Gruppe Pariser Frauen, das Komitee für Frauenrechte, sofort damit, sich für das Frauenwahlrecht und andere Rechte für Frauen starkzumachen. Die Linke unterstützte sie nicht, weil sie die Meinung vertrat, Frauen seien zu wenig gebildet und stünden zu sehr unter dem Einfluss des Klerus, um eigenständige Wahlentscheidungen zu treffen.
Von einem internationalen Blickwinkel aus wird verständlich, warum die frühe Erlangung des allgemeinen Wahlrechts für Männer Nachteile für die Einführung des Frauenwahlrechts mit sich brachte: In anderen Ländern wurde parallel mit einer Ausweitung des zunächst eingeschränkten Wahlrechts für Männer immer auch der Ruf nach der Einführung des Frauenwahlrechts laut. In Frankreich dagegen erhielten Männer das Wahlrecht schon sehr früh ohne Einschränkungen, und dies lähmte den Einsatz für das Frauenwahlrecht.
In der ersten Wahl vom 23. April 1848 wurde eine gemäßigte und konservative Nationalversammlung gewählt. Diese beschloss schon bald ein Gesetz, das Frauen die Mitgliedschaft in politischen Clubs und Vereinigungen verbot. Daraufhin wurden zum Beispiel Jeanne Deroin, Mitgründerin des Club de l'Emancipation de Femmes und Pauline Rolland, Gründerin einer sozialistischen Lehrerinnenvereinigung, 1850 zu jeweils sechs Monaten Gefängnis verurteilt.
Nationale Krisen und Revolutionen stachelten den Einsatz für das Frauenwahlrecht an. Dies war sowohl in der Französischen Revolution nach 1789 als auch in der Revolution von 1848 der Fall gewesen, und es wiederholte sich 1870 nach der Niederlage Frankreichs gegen Preußen, die Pariser Kommune. Der Boden war bereits für den Feminismus bereitet: Die Société pour la Revendication des Droits de la Femme (Gesellschaft für die Einforderung der Frauenrechte) wurde gegründet und 1869 erschien die französische Übersetzung von John Stuart Mills Die Hörigkeit der Frau. Julie-Victoire Doubié rief in ihren Schriften zur Einführung des Frauenwahlrechts für unverheiratete Frauen auf. Diese Formulierung zielte allerdings nicht etwa darauf ab, Frauen einzuschließen. Im Allgemeinen machten sich radikale Frauen zu dieser Zeit nicht für das Frauenwahlrecht stark, weil sie der Meinung waren, dass es die konservative Seite stärken und dem republikanischen Gedanken schaden würde. Frauen wie Maria Deraismes setzten sich für eine bessere Bildung für Mädchen ein sowie für wirtschaftliche Unabhängigkeit von Frauen und eine Reform des Scheidungsrechts; in diesen Bereichen wurden im letzten Viertel des 19. Jahrhunderts auch Fortschritte erzielt. Die Widerstände gegen die Forderung, das Frauenwahlrecht ins Zentrum der Bestrebungen zu rücken, führte zu Meinungsverschiedenheiten, sodass 1889 eine Konferenz zu Frauenrechten das Thema gar nicht erst auf die Tagesordnung setzte.

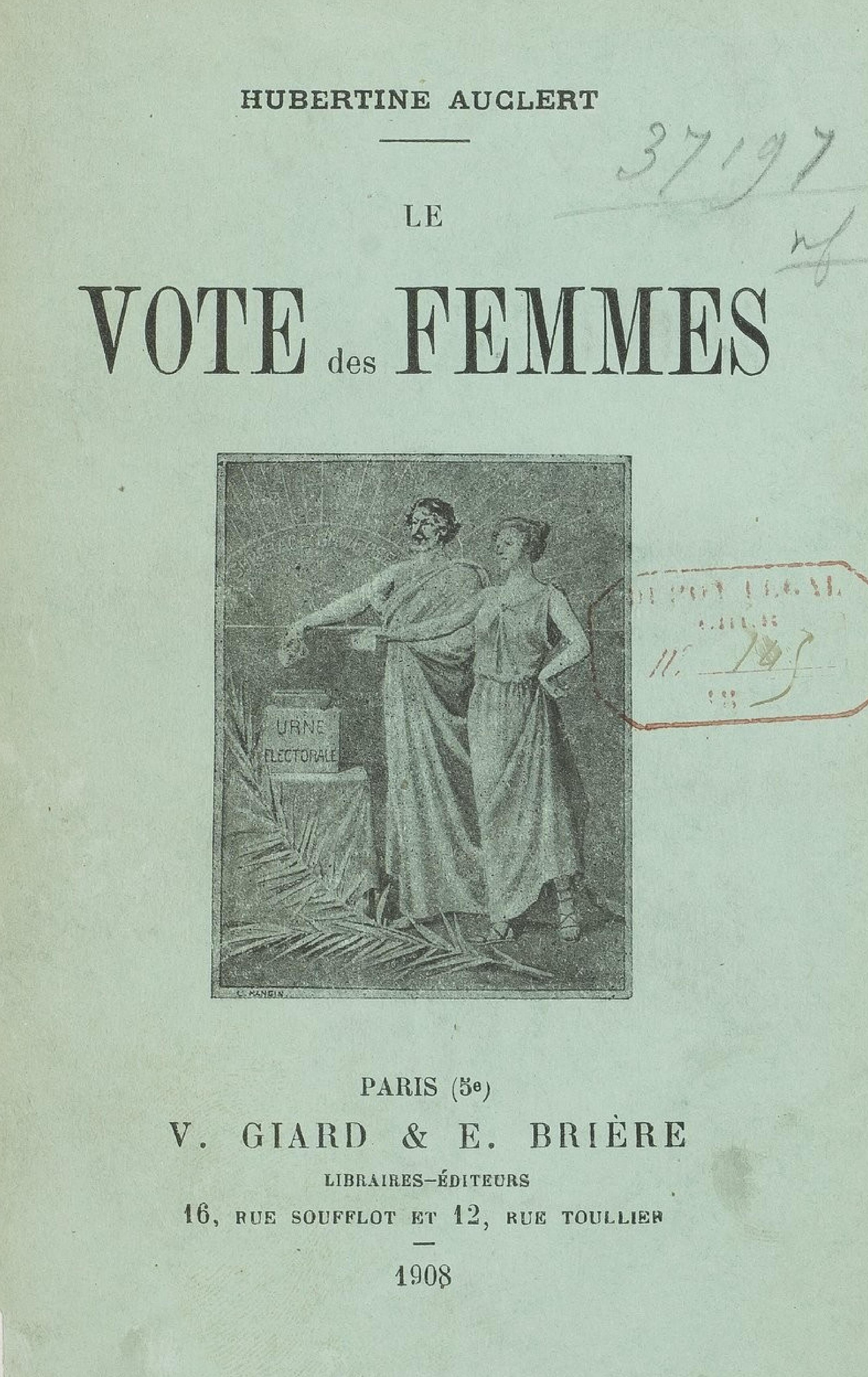
Originalausgabe der Schrift Le vote des femmes (Das Frauenwahlrecht) von 1908

Die Radikale Hubertine Auclert gründete aus Enttäuschung über diese Situation 1883 die Société le suffrage des femmes. Sie war die erste Frauenrechtlerin, die sich 1882 selbst als féministe (Feministin) bezeichnete. Auclert sprach sich für das Frauenwahlrecht und eine völlige rechtliche Gleichstellung von Frauen aus.
Die Gründe für den schleppenden Fortschritt waren vielfältig: ehemalige Unterstützer wechselten zu den Konservativen und männliche Politiker ließen sich nicht davon überzeugen, dass das Frauenwahlrecht ihnen Vorteile bringen würde. Wie auch in anderen Staaten gelang es auch hier Frauen aus dem Bürgertum nur schwer, ihre Geschlechtsgenossinnen aus der Arbeiterklasse für das Frauenwahlrecht zu begeistern. Die Sozialisten sprachen sich zwar ab der Mitte der 1880er Jahre für das Frauenwahlrecht aus, betrachteten die Angelegenheit jedoch im Vergleich zu ihren großen Zielen als zweitrangig: Sie werde sich von selbst regeln, wenn erst ein gerechtes Gesellschaftsmodell erreicht sei.

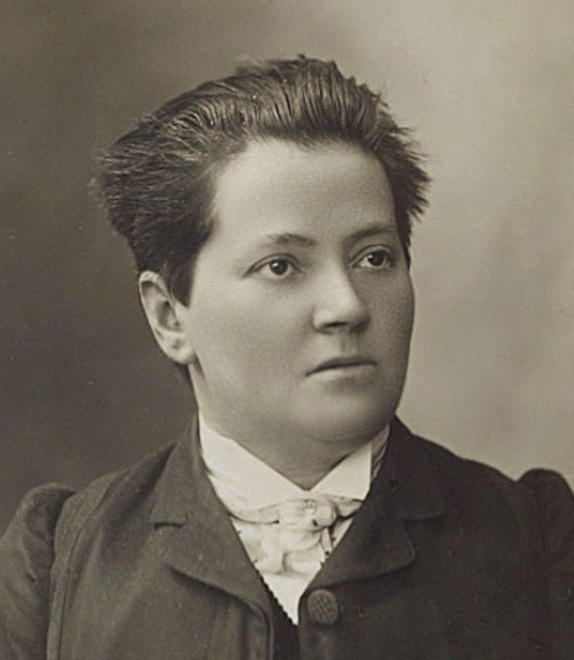
Madeleine Pelletier, Ärztin, Psychiaterin, eine der einflussreichsten französischen Feministinnen und Sozialistinnen vor Simone de Beauvoir.

Häufig wurde das kommunale Wahlrecht Frauen vor dem nationalen Wahlrecht gewährt und war daher ein Wegbereiter. In Frankreich durften jedoch Frauen nur in wenigen Gemeinden und Städten wählen. Es wurden 1901 und 1906 zwar Gesetzesinitiativen zum kommunalen Frauenwahlrecht eingebracht, doch sie gingen unter. Die schleppenden Fortschritte führten im 20. Jahrhundert dazu, dass die Forderungen der französischen Frauen lauter wurden und einige davon sich radikalisierten. Dazu trug der Einfluss der britischen Suffragetten bei; Christabel Pankhurst lebte seit 1912 in Paris. 1904 unterbrach Hubertine Auclert mit einer Gruppe Unterstützerinnen eine Sitzung der Abgeordnetenkammer und zerriss ein Exemplar des Code civil, um darauf aufmerksam zu machen, dass das Gesetzbuch seit 100 Jahren in Kraft sei, das Frauenwahlrecht aber immer noch in den Sternen stünde. Madeleine Pelletier unterbrach ein Bankett zur Einhundertjahrfeier des Code civil und sowohl sie als auch Hubertine Auclert demonstrierten 1908 vor Wahllokalen. Doch ihre militante Taktik hatte weder bei ihren Mitstreiterinnen noch in der Öffentlichkeit Erfolg.
In der 2. Hälfte des 19. Jahrhunderts wurde in Frankreich die katholische Frauenbewegung „Le féminisme chrétien“ gegründet, ihre Leiterin war die Französin Marie Maugeret (1844–1928). Sie war streng katholisch und antisemitisch eingestellt. Als reiche Erbin vertrat sie die Meinung, dass man die Bezeichnung feministisch nicht allein den Republikanern und Freidenkern überlassen solle. In Übereinstimmung mit den Ansichten von Carrie Chapman Catt war sie der Ansicht, es sei ein Skandal, dass ungebildete Kohlearbeiter wählen durften, nicht jedoch wohlhabende, gebildete Frauen. Sie hielt jährlich einen Kongress zur Feier von Jeanne d’Arc ab. 1906 gelang es ihr, eine Gesetzesinitiative für das Frauenwahlrecht auf den Weg zu bringen. Begleitet wurde sie von einer ihrer flammenden Reden, in der sie die Frauen zur Reinigung der Politik aufrief. In der Folge dämpfte die Ablehnung des Frauenwahlrechts durch Papst Pius X. den Einsatz von Marie Maugeret und ihr Vorstoß für das Frauenwahlrecht beim Jeanne-d'Arc-Kongress 1910 erhielt keine Mehrheit.
Nach dem Vorbild anderer Staaten wurde 1909 eine französische Vereinigung für das Frauenwahlrecht gegründet, die Union Française pour le Suffrge des Femmes. Die Mitgliederzahl erreichte schnell 3000 und 1914 schon 12000. 1914 nahmen sie an einer Probewahl teil, die von der Tageszeitung Le Journal organisiert wurde und mehr als eine halbe Million Frauenwahlstimmen sammelte.
Bei den Republikanern wurde wegen der dort herrschenden antiklerikalen Einstellung das Frauenwahlrecht abgelehnt, da man nicht bereit war, den Katholiken im rechten Flügel weitere Wahlstimmen zu verschaffen. Somit behinderte der Antiklerikalismus die Einführung des Frauenwahlrechts. Doch seine Befürworterinnen umwarben auch die katholischen Politiker nicht, die dem Frauenwahlrecht aus wahltaktischen Gründen hätten eventuell zustimmen können; die Anführerinnen der Feministinnen waren Protestantinnen und wussten um den negativen Einfluss der Kirche auf das Leben von Frauen.
Ein parlamentarischer Ausschuss unter der Führung von Ferdinand Buisson, einem Befürworter des Frauenwahlrechts, machte einen Vorstoß zur Einführung des kommunalen Frauenwahlrechts, aber das Parlament lehnte es bis Mitte 1913 ab, sich überhaupt damit zu beschäftigen. Am 5. Juli 1914 fand eine Frauenwahlrechtszusammenkunft ab, auf der Vaters des Frauenwahlrechts Marquis de Condorcet gedacht und der Vorschlag von Buisson unterstützt wurde.
Wie in anderen Ländern, so unterbrach auch in Frankreich der Erste Weltkrieg die Bemühungen um die Einführung des Frauenwahlrechts. Der Einsatz der Frauen im Krieg wurde hier zwar gewürdigt, führte aber nicht zum Frauenwahlrecht. Vielmehr brachte erst der neue Papst Benedikt XV., der 1914 auf Pius X. folgte, einen Wandel: Er milderte den Widerstand gegen das Frauenwahlrecht so ab, dass sich die katholischen Gegner des Frauenwahlrechts nun nicht mehr auf die Position der kirchlichen Obrigkeit berufen konnten. So sprachen sich die Abgeordneten der Nationalversammlung am 20. Mai 1919 mit 329 zu 95 Stimmen für das Frauenwahlrecht aus, 104 Parlamentarier enthielten sich der Stimme. Dieses Gesetz fand dann aber im Senat keine Mehrheit; nicht einmal die Witwen der Gefallenen erhielten das Wahlrecht. Feministinnen wurden vom Senat zur Verteidigung des Frauenwahlrechts nicht zugelassen und ein bekannter Gegner, Alexandre Bérard, mit dem Verfassen des Berichts beauftragt. Das Schriftstück enthielt vierzehn Gegenargumente gegen das Frauenwahlrecht, darunter die Behauptung, der Einsatz von Frauen im Krieg sei aus Vaterlandsliebe geschehen, nicht im Hinblick auf eine Belohnung durch das Wahlrecht und würde durch ein solches nachträglich entwertet.
In der Zeit zwischen dem Ersten und dem Zweiten Weltkrieg wiederholte es sich mehrmals, dass ein von der Nationalversammlung beschlossenes Gesetz zum Frauenwahlrecht im Senat blockiert wurde: Im Juli 1927 ging es um das von der Nationalversammlung mit 396 zu 24 Stimmen beschlossene kommunale Frauenwahlrecht, 1936 um eine gänzliche politische Gleichstellung von Frauen und Männern, gegen die in der Nationalversammlung keine einzige Gegenstimme abgegeben worden war. Im Senat der Dritten Französischen Republik, die zwischen 1870 und 1940 bestand, kam es nie zu detaillierten Debatten über ein Frauenwahlrechtsgesetz, da diese immer schon auf im Vorfeld abgeschmettert wurden oder die Diskussionen sich in Auseinandersetzungen über das Grundsätzliche erschöpften. So konnten Abgeordnete, die progressiv erscheinen wollten, sich dort risikolos für das Frauenwahlrecht aussprechen, weil sie wussten, dass dies keinerlei politische Konsequenzen haben würde. Der Historiker James F. McMillan sieht das Verhalten des Senats als ein Zeichen der Erstarrung, die die Dritte Republik in den 1930er Jahren befallen hatte. Grund war die Befürchtung, dass das Frauenwahlrecht der Kirche wieder zu mehr Macht verhelfen würde.
So waren die Konservativen gegen das Frauenwahlrecht, während die Linken in Untätigkeit verharrten. Die Feministinnen waren isoliert und hatten wenig Einfluss: Weder unternahmen sie Anstrengungen, die vielen Frauen außerhalb der Bewegung für das Frauenwahlrecht zu begeistern, noch griffen sie wie Auclert oder Pelletier zu radikalen Maßnahmen noch wollten sie lernen, sich auf dem politischen Parkett zu bewegen und auf diese Weise Verbündete zu gewinnen. Die Gegner des Frauenwahlrechts befürchteten, dass wegen des Frauenüberschusses nach dem Ersten Weltkrieg sich die politischen Gewichte verschieben würden, wenn Frauen eine Stimme bekämen. Manche Männer befürchteten, dass sich mit einem Frauenwahlrecht auch die Position der Frauenwahlrechtsbewegung gegen Alkoholismus und Prostitution an Einfluss gewinnen würde. Katholiken lehnten die Idee der Individualisierung und Emanzipation als falsche Dogmen, die aus der internationalen Freimaurerei kämen, ab. Lange hatte die katholische Kirche das Frauenwahlrecht abgelehnt, und als sie den Widerstand aufgab, schadete dies paradoxerweise dem Frauenwahlrecht: Die Politiker aus dem Lager der Radikalen fürchteten einen steigenden Einfluss der Kirche durch die Einführung des Frauenwahlrechts.
Auch in Frankreich fiel das Erreichen des Frauenwahlrechts in eine Zeit einer großen nationalen Krise, nach der Besatzungszeit und dem Ende der Dritten Republik am Ende des Zweiten Weltkriegs. Nach der Landung der Alliierten in Nordafrika 1942 verlegte die Bewegung Freies Frankreich sein Hauptquartier nach Algier. Unter den Zielen der Bewegung auch das Frauenwahlrecht. Georges Bidault spielte eine wesentliche Rolle in den Debatten. Zwar erhielten die Radikalen auch hier ihren Widerstand dagegen aufrecht, aber als Frankreich 1944 befreit wurde und die Debatten auf französischem Boden fortgeführt wurden, waren die Radikalen in der Minderheit. Bidault wurde Präsident des Nationalen Widerstandsrats, der die unterschiedlichen Bewegungen und Gruppen der Résistance, der Presse, der Gewerkschaften und der Mitglieder politischer Parteien, die dem Vichy-Regime und der deutschen Okkupation ablehnend gegenüberstanden, ab 1943 koordinierte und leitete. In dieser Position hatte er wesentlichen Einfluss auf das Reformprogramm, das nach dem Krieg die Menschenrechte wieder in Kraft setzen sollte.
Im Januar 1944 wurde die Einführung des Frauenwahlrechts auf den Weg gebracht und im März konkretisiert. Am 21. April 1944, wurde per Verordnung das allgemeine aktive und passive Frauenwahlrecht eingeführt. Die Linken und die Katholiken waren dafür, die Radikalen dagegen, aber in der Minderheit. In einer Volksabstimmung im Oktober 1945, bei der Frauen erstmals stimmberechtigt waren, sprachen sich 96 Prozent der Bevölkerung gegen die Weiterführung der Dritten Republik aus, die in den 1930er Jahren so versagt hatte. Ebenfalls im Oktober 1945 wurde eine Versammlung mit der Ausarbeitung einer neuen Verfassung beauftragt; und wie so oft wurde einem Teil der Bevölkerung das Wahlrecht genommen, während ein anderer es bekam: Einige 100 000 Kollaborateure verloren ihre bürgerlichen Rechte, darunter auch das Wahlrecht. Das gleichfalls im Oktober 1945 gewählte Parlament bestand fast zur Hälfte aus Sozialisten und Kommunisten, während die konservativen und antiklerikalen Radikalen unter einen Stimmenanteil von 10 Prozent fielen. Die größte Überraschung lag im Erfolg einer von Georges Bidault gegründeten progressiven katholischen Partei, des Mouvement républicain populaire. Sie war aus einer Gruppe katholischer Intellektueller am Ende des Krieges hervorgegangen und erreichte 24 % der Stimmen.
Durch diese Partei wurde der katholische Flügel deutlich liberaler. Somit konnten Frauen eine katholische Partei wählen, ohne die konservativen Kräfte zu stärken. Die Radikalen dagegen, die so lange den Reformprozess des Frauenwahlrechts blockiert hatten, hatten durch das Festhalten an der Dritten Republik einen großen Ansehensverlust erlitten. Somit gewann die Frauenwahlrechtsbewegung der katholischen Frauen in Frankreich mehr Anhänger für die Bewegung als alle anderen Gruppen zusammen. Zwar hatten die militanten Pariser Feministinnen die Bewegung ins Leben gerufen und die geistigen Grundlagen geschaffen, aber der katholischen Frauenwahlrechtsbewegung gelang es, die Provinzen zu erobern.
Im Oktober 1945 saßen erstmals Frauen im nationalen Parlament. Es waren 33 Frauen gewählt worden.

### Liechtenstein
Liechtenstein war das letzte Land Europas, in dem Frauen das aktive und passive Wahlrecht auf nationaler Ebene erhielten. Die Einführung erfolgte am 1. Juli 1984.
Emma Eigenmann wurde im Februar 1986 als erste Frau ins nationale Parlament gewählt.

### Luxemburg
Die konstituierende Versammlung beschloss am 8. Mai 1919, das Wahlrecht auf alle Frauen und Männer mit luxemburgischer Nationalität über 21 auszudehnen.
Am 15. Mai 1919 trat die überarbeitete Verfassung in Kraft. Frauen durften im September 1919 erstmals abstimmen, nämlich beim Referendum über die Fortführung der Monarchie, und im folgenden Monat bei den Parlamentswahlen.
Seit dem 15. Mai 1919 bestand auch das passive Frauenwahlrecht für Frauen.
Marguerite Thomas-Clement wurde im April 1919 als erste Frau ins nationale Parlament gewählt.

### Monaco
Das Wahlrecht auf lokaler Ebene erhielten Frauen bereits am 24. Mai 1945. Auf nationaler Ebene wurde das Frauenwahlrecht am 17. Dezember 1962 eingeführt.
Passives Frauenwahlrecht: 17. Dezember 1962
Erste Wahl einer Frau ins nationale Parlament: Roxanne Noat-Notari, Februar 1963

### Niederlande

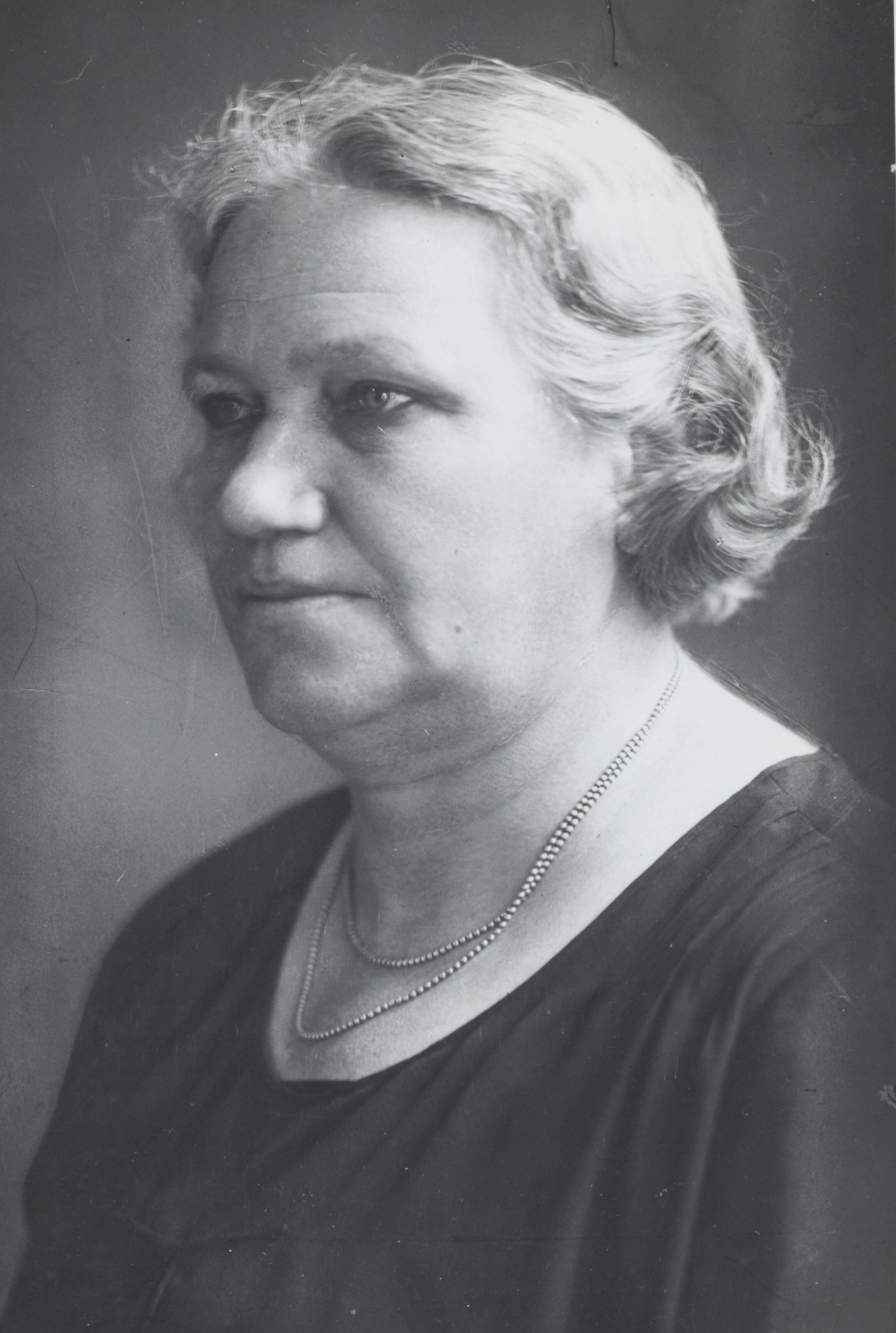
Suze Groeneweg, 1918 als erste weibliche Parlamentsabgeordnete in die Zweite Kammer der Generalstaaten der Niederlande gewählt

Das allgemeine Wahlrecht für Männer wurde 1917 eingeführt. 1918 wurde ein Gesetzentwurf ins Parlament eingebracht, der Frauen in Bezug auf das Wahlrecht Männern gleichstellte. Er wurde mit großer Mehrheit am 9. August 1919 beschlossen und vom Königshaus am 18. September 1919 gebilligt. Da das passive Frauenwahlrecht zu diesem Zeitpunkt bereits in Kraft war, stimmten bei dieser Entscheidung auch Frauen mit ab.
Nach Kaal wurde das passive Frauenwahlrecht schon 1917 erreicht.
Die erste Wahl einer Frau ins nationale Parlament, Suze Groeneweg, erfolgte im Juli 1918.